# آر مایکل رابرتس
 آر مایکل رابرتس (انگلیسی: en:R. Michael Roberts؛ زادهٔ ۱ ژانویه ۱۹۴۰) یک زیست شناس است.